# Matsudaira Hirotada
Matsudaira Hirotada est un nom japonais traditionnel ; le nom de famille (ou le nom d'école), Matsudaira, précède donc le prénom (ou le nom d'artiste).
Matsudaira Hirotada (松平 広忠, 9 juin 1526-3 avril 1549) est le daimyō du château d'Okazaki situé dans la province de Mikawa au Japon durant la période Sengoku du XVIe siècle de l'histoire du Japon. Il est surtout connu pour être le père de Tokugawa Ieyasu, fondateur du shogunat Tokugawa.

## Biographie
Hirotada est le fils de Matsudaira Kiyoyasu (7e chef du clan Mikawa Matsudaira) et d'une dame inconnue, probablement Norimune, la fille d'Aoki Kaga no Kami. Il est connu dans son enfance sous les noms « Senshōmaru », « Senchiyo » et « Jirōzaburō ».
À la suite de l'assassinat de son père en 1536, Hirotada est sous la protection d'Abe Sadayoshi, loyal obligé du père. Il fait alliance avec les Imagawa et avec leur aide s'installe au château d'Okazaki. l'alliance avec les Imagawa le met en conflit avec le clan Oda. En 1540, Oda Nobuhide attaque et s'empare du château d'Anjo détenu par la famille Matsudaira. Il est aidé de Mizuno Tadamasa. Oda Nobuhiro, le fils d'Oda, est installé comme daimyō du château.
En 1541, Hirotada épouse Dai-no-kata, sa belle-sœur et fille de Mizuno Tadamasa. Un fils, plus tard connu sous le nom Tokugawa Ieyasu, naît un an plus tard. Il se joint à Imagawa Yoshimoto pour combattre Oda Nobuhide à la première bataille d'Azukizaka en 1542 mais sont défaits. Son oncle, Matsudaira Nobutaka, se révolte en 1543 et rejoint Oda Nobuhide. Hirotada connaît un sérieux différend avec son père-frère, Mizuno Tadamasa, en 1544, et il divorce de Dai-no-kata. Il épouse ensuite la fille de Toda Yasumitsu. Ils ont un fils, plus tard connu sous le nom Iemoto, ainsi que trois filles.
En 1548, pressé par Oda Nobuhide, Hirotada, qui a besoin de l'aide d'Imagawa, est contraint d'envoyer son fils Ieyasu comme otage au château de Sunpu dans la province de Suruga. Cependant, l'enfant est intercepté sur le chemin par les Oda et gardé à Nagoya pendant un certain nombre d'années. Hirotada tente ensuite de reprendre le château d'Anjo mais est défait. Il survit à une tentative d'assassinat menée par Iwamatsu Hachiya.
Plus tard, en 1548, les Imagawa et les Matsudaira défont Oda lors de la deuxième bataille d'Azukizaka. Cependant, Hirotada tombe malade et meurt l'année suivante.
À l'instar de son père, Hirotada eut maille à partir avec un sabre signé Muramasa. L'un de ses plus fidèles et plus puissants samouraïs, un guerrier borgne du nom de Iwamatsu Yasuke (岩松八弥) l'attaqua de nuit dans sa chambre, avec un wakizashi. Hirotada se réveilla en sursaut et tenta de se défendre tout en appelant les gardes. À l'instar de son père, Matsudaira Kiyoyasu, ce fut un samouraï nommé Uemura Ujiaki qui vint à son secours et pourfendit l'assassin. Bien que passablement ivre, il n'y avait aucune raison apparente pour qu'Iwamatsu s'en prenne à son seigneur. Certains[Qui ?] pensaient qu'il avait été payé par l'ennemi, et que l'ivresse n'était qu'une sorte de camouflage, mais qu'elle l'avait fait échouer lors du moment décisif. Toutefois, Iwamatsu était un guerrier vétéran avec un tableau de chasses de têtes-trophées (kubi) impressionnant à son actif. Ayant donc risqué sa vie pour son seigneur et son clan à de nombreuses reprises, c'était une affaire particulièrement étrange. Aussi blâma-t-on le wakizashi de Muramasa, alimentant sa réputation de Yōtō (妖刀), d'épée yōkai, maudite, partie intégrante de la légende de Muramasa formée dès l'époque de Ieyasu.
Le rang de dainagon lui est conféré à titre posthume par Ieyasu en 1612.

## Source de la traduction
- (en) Cet article est partiellement ou en totalité issu de l’article de Wikipédia en anglais intitulé « Matsudaira Hirotada » (voir la liste des auteurs).